# Гембицкий, Лаврентий
Лаврентий Гембицкий (пол. Wawrzyniec Gembicki, 5 августа 1559, Гембице — 10 февраля 1624, Лович) — римско-католический и государственный деятель Речи Посполитой, епископ хелминский (1600—1610) и куявский (1610—1616), архиепископ гнезненский и примас Польши (1616—1624), подканцлер коронный (1607—1609), канцлер великий коронный (1609—1613), секретарь великий коронный (с 1595 года).

## Молодость и учёба
Представитель польского шляхетского рода Гембицких герба «Наленч». Родился 5 августа 1559 года в Гембице. Сын Павла Гембицкого и Анны Ловенцкой. После первоначального обучения в Ходзеже учился в Академии Любранского и иезуитском коллегиуме в Познани. В 1576—1577 годах он учился в иезуитской академии в баварском Ингольштадте, где изучал философию и право. После возвращения на родину продолжил обучение в Краковской Академии. Во время учёбы принял сан священника.

## Начало карьеры
После учёбы Лаврентий Гембицкий начал работать в канцелярии подканцлера коронного Войцеха Барановского. Трудолюбие, способности и поддержка дальнего родственника Яна Замойского принесли ему должность секретаря короля Стефана Батория, а с 1587 года — короля Сигизмунда III Вазы. В 1595 году он получил должность секретаря великого коронного. В 1596 году он участвовал в дипломатической миссии в Ватикан, где его речь окончательно убедила папу римского Климента VIII о правильности претензий Речи Посполитой на Молдавию.

## Епископ хелминский
10 ноября 1600 года Лаврентий Гембицкий был назначен епископом хелминского. 1 апреля 1601 года был рукоположен в епископа Станиславом Карнковским. Однако из-за отсутствия прусского индигената его назначение встретило сопротивление со стороны генерального сеймика Королевской Пруссии. Энергично боролся против Реформации, усилил католическую церковную организацию, лично инспектировал приходы, заботился об укреплении церковной дисциплины, пересмотрел устав Хелминского кафедрального капитула (1603) и создал в нём пребенду каноника-богослова. Несмотря на сопротивление капитула, 21 июня 1605 года прибыл на епархиальный синод в Хелмно. Поддерживал иезуитов в Торуни, при поддержке вооруженной шляхты вернул их в этот город. Восстановил в Торуни процессии Божьего Тела. В качестве субделегата папы курировал реформирование женского ордена бенедиктинок в хелминском монастыре (1606), утвердил их новый устав. Принимал активное участие в заседании провинциальном синоде в Пётркуве в 1607 году.

## Епископ куявский
В 1610 году Лаврентий Гембицкий был назначен епископом куявским, но позднее с согласия короля и сейма оставил ранее занимаемую должность канцлера великого коронного. В качестве епископа куявского выступал против лютеран в Гданьске и восстановил в этом городе католическую церковную организацию. Поселил иезуитов в Старых Шкотах под Гданьском, ввел новое разделение поморского архидиаконата, а в 1612 году провел епархиальный синод во Влоцлавеке.

## Примас Польши и архиепископ гнезненский
12 октября 1615 года Лаврентий Гембицкий получил от польского короля Сигизмунда III Вазы назначение на должность архиепископа гнезненского и примаса Польши, а 8 мая 1616 году получил подтверждение от папы римского. Как примас Вавжинец Гембицкий зарекомендовал себя как отличный хозяин, воскресивший разрушенную экономику гнезненской архиепархии. Организовал многочисленные фонды, восстановил по архивным данным гнезненский собор и другие костёлы. Проявлял заботу о библиотеке капитула и семинарии. Заботился о резиденции примаса в Ловиче, а также щедро одарял Орден бернардинцев. Его великолепный двор стал одним из очагов культурной жизни Речи Посполитой.

## Канцлер и политик
В 1607 году Лаврентий Гембицкий был назначен подканцлером коронным, а в 1609 году стал великим канцлером коронным. Поддерживал восточную политику Сигизмунда III Вазы. В 1610 году принимал участие в военном походе Сигизмунда Вазы на Смоленск, активно собирая необходимые на неё средства. В 1611 году он организовал в Варшаве пышную церемонию приветствия короля и польской армии, вернувшихся из московского похода. После провала московской политики монарха в 1613 году передал должность канцлера великого коронного Феликсу Крыскому, но остался верен концепции подчинения Речью Посполитой Русского государства. В 1613 году он руководил сеймовой комиссией в Быдгоще, которая должна была удовлетворить требования войск о выплате денежного жалованья, довёл дело до соглашения и отказа от конфедерации. Он был сторонником мира с Османской империей, однако на синодах в Ловиче в 1620 и Пётркуве в 1621 годах убедил духовенство оказать финансовую поддержку в начавшейся войне с Портой. В 1621 году во время военной кампании короля Сигизмунда Вазы против турок примас Вавжинец Гембицкий был оставлен наместником в Короне. На сейме в 1623 году он пытался добиться соглашения между униатами и православными.
Скончался 10 февраля 1624 года в Ловиче, был похоронен в Гнезненском кафедральном соборе.